# Дубина (Полтавская область)
Дубина (укр. Дубина) — село,
Руденковский сельский совет,
Новосанжарский район,
Полтавская область,
Украина.
Код КОАТУУ — 5323485502. Население по переписи 2001 года составляло 672 человека.

## Географическое положение
Село Дубина находится на левом берегу реки Ворскла,
выше по течению на расстоянии в 2 км расположено село Баловка,
ниже по течению примыкает село Клюсовка,
на противоположном берегу — село Кунцево.
Река в этом месте извилистая, образует лиманы, старицы и заболоченные озёра.
Рядом проходит железная дорога, станция Новые Санжары в 1,5 км.

## Объекты социальной сферы
- Школа I—II ст.